# Tréméven (Côtes-d’Armor)
Tréméven (bretonisch: Tremeven-Goueloù) ist eine französische Gemeinde mit 355 Einwohnern (Stand: 1. Januar 2022) im Département Côtes-d’Armor in der Region Bretagne.

## Geographie
Umgeben wird Tréméven von den Gemeinden Lanleff im Norden, von Lannebert im Osten, von Trévérec im Süden und Westen und von Pléhédel im Nordosten.
An der westlichen Gemeindegrenze verläuft der Fluss Leff, im Osten sein Zufluss Kerguidoué.

## Bevölkerungsentwicklung
| 1962 | 1968 | 1975 | 1982 | 1990 | 1999 | 2008 | 2012 |
| 280  | 311  | 290  | 247  | 286  | 277  | 341  | 354  |

## Sehenswürdigkeiten
- Kapelle Saint-Jacques de Tréméven, erbaut im 16. Jahrhundert

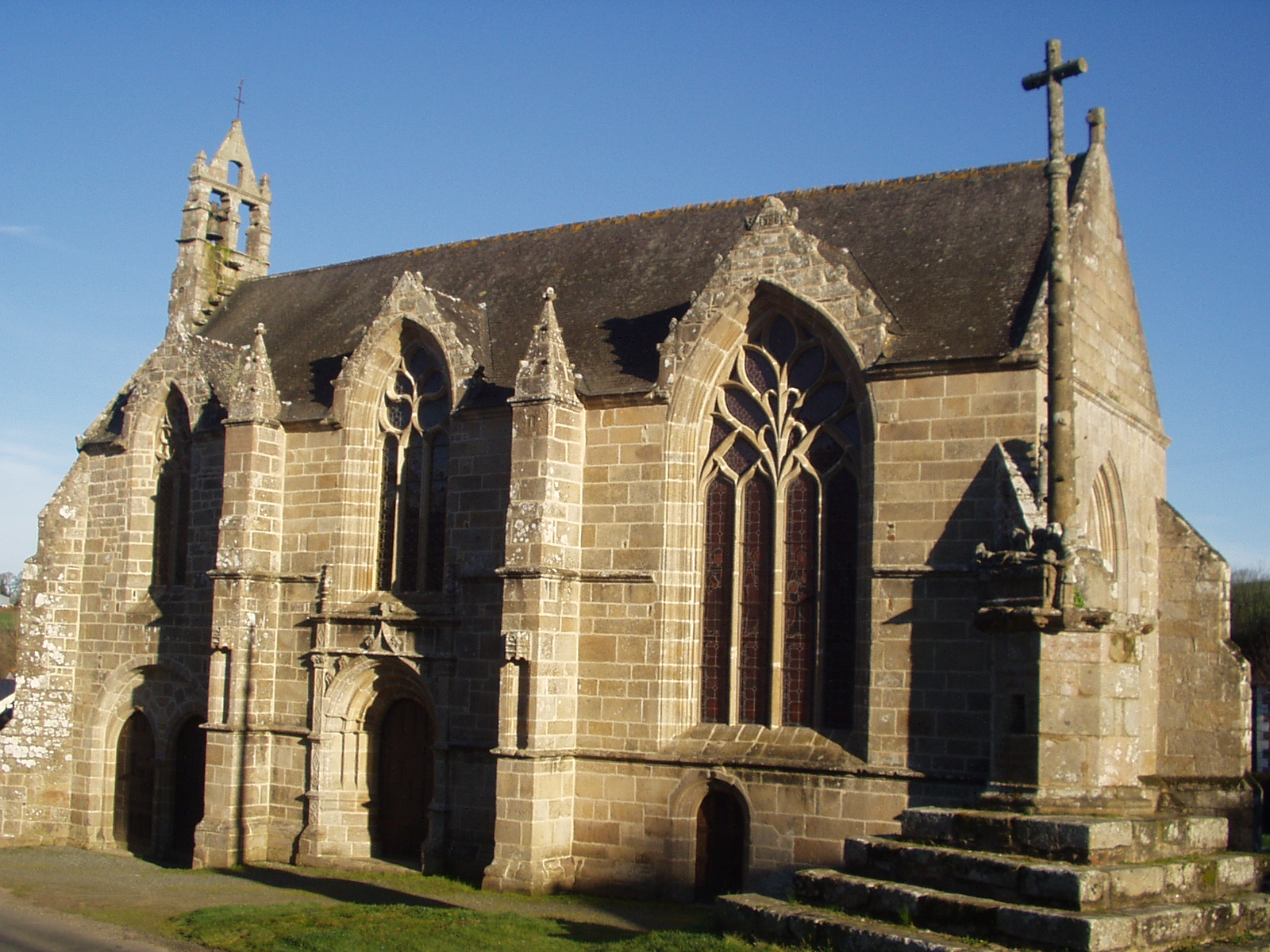
Front der Kapelle
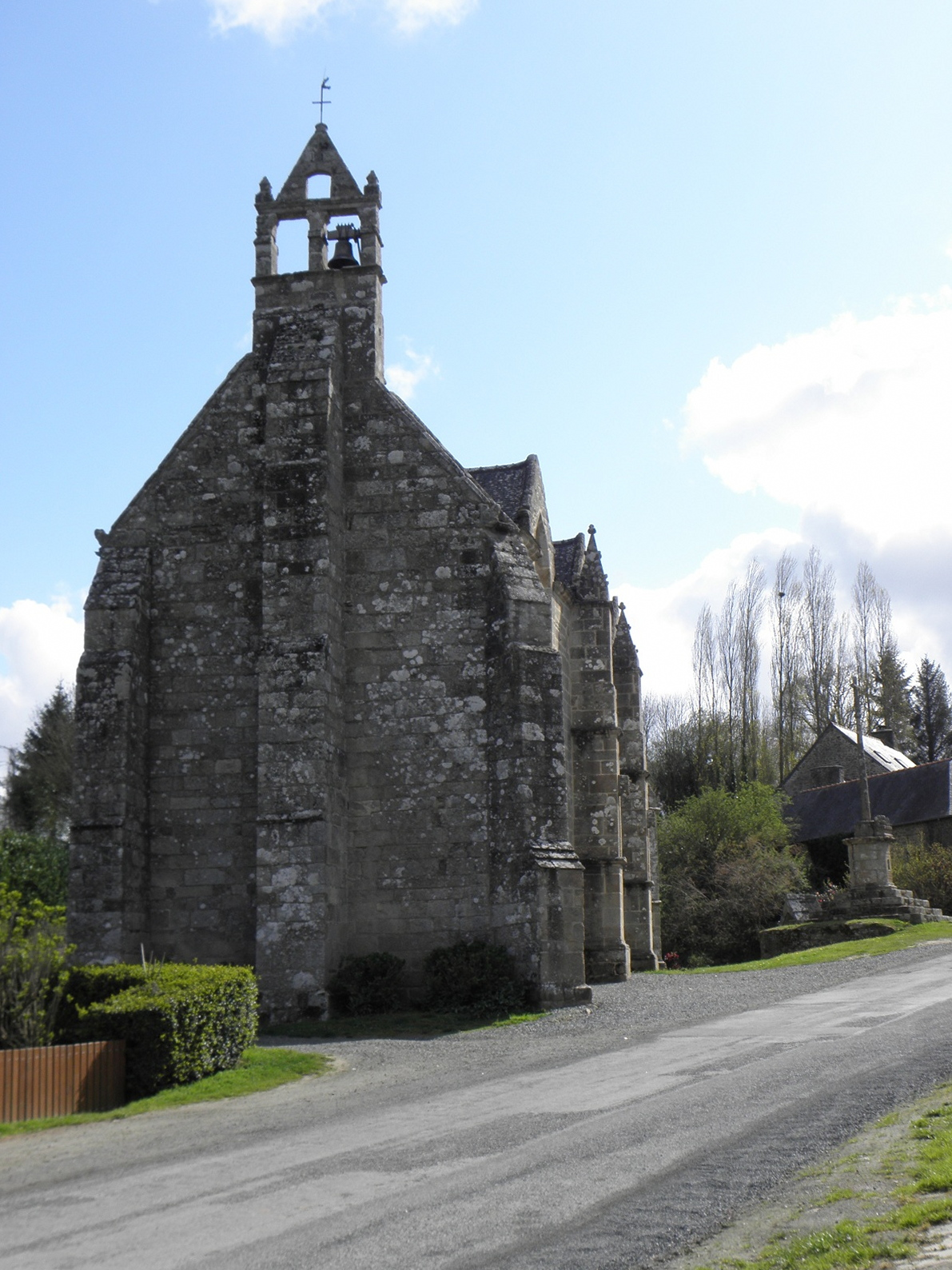
Kapelle von der Seite
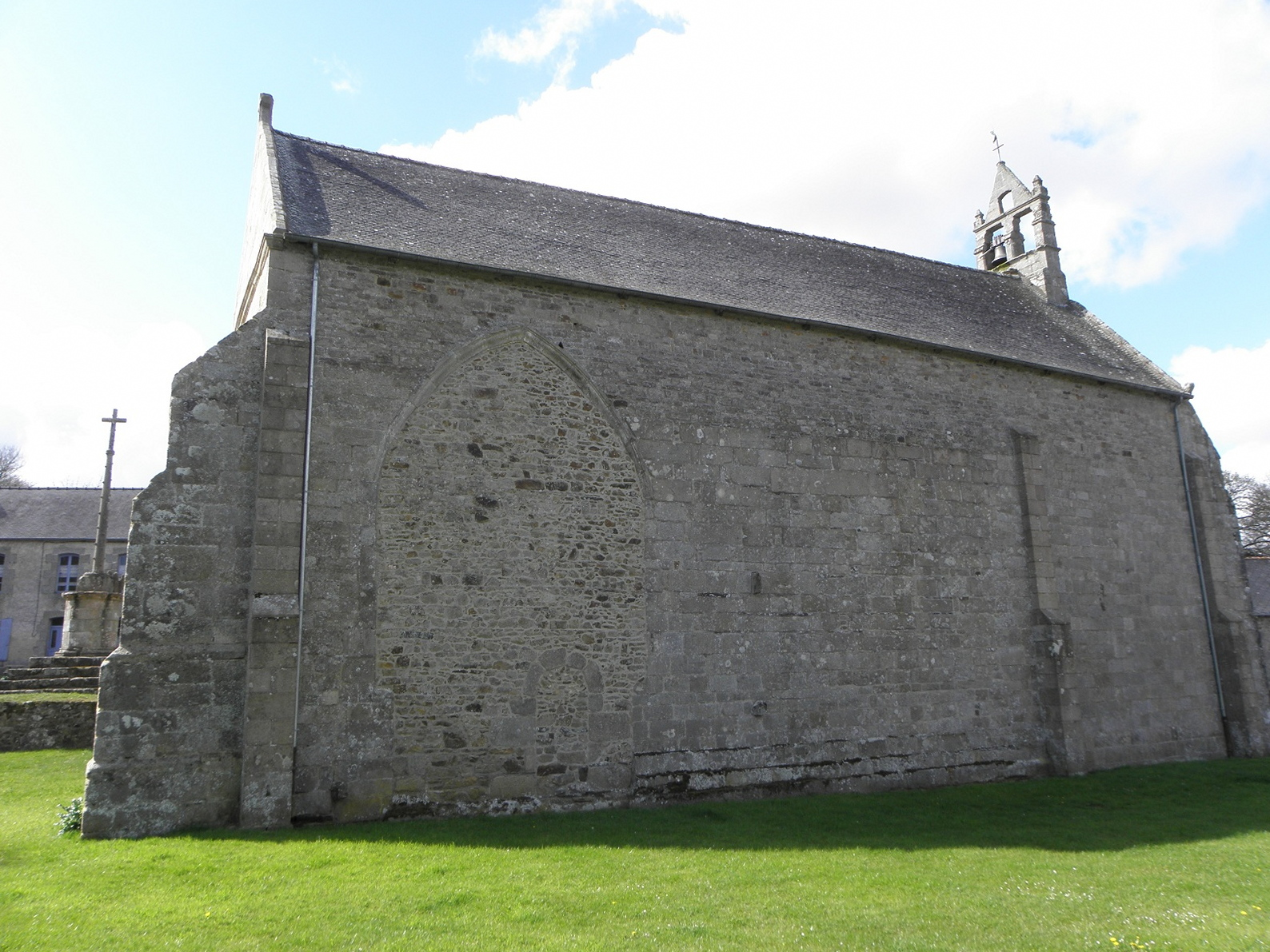
Kapelle von der Seite
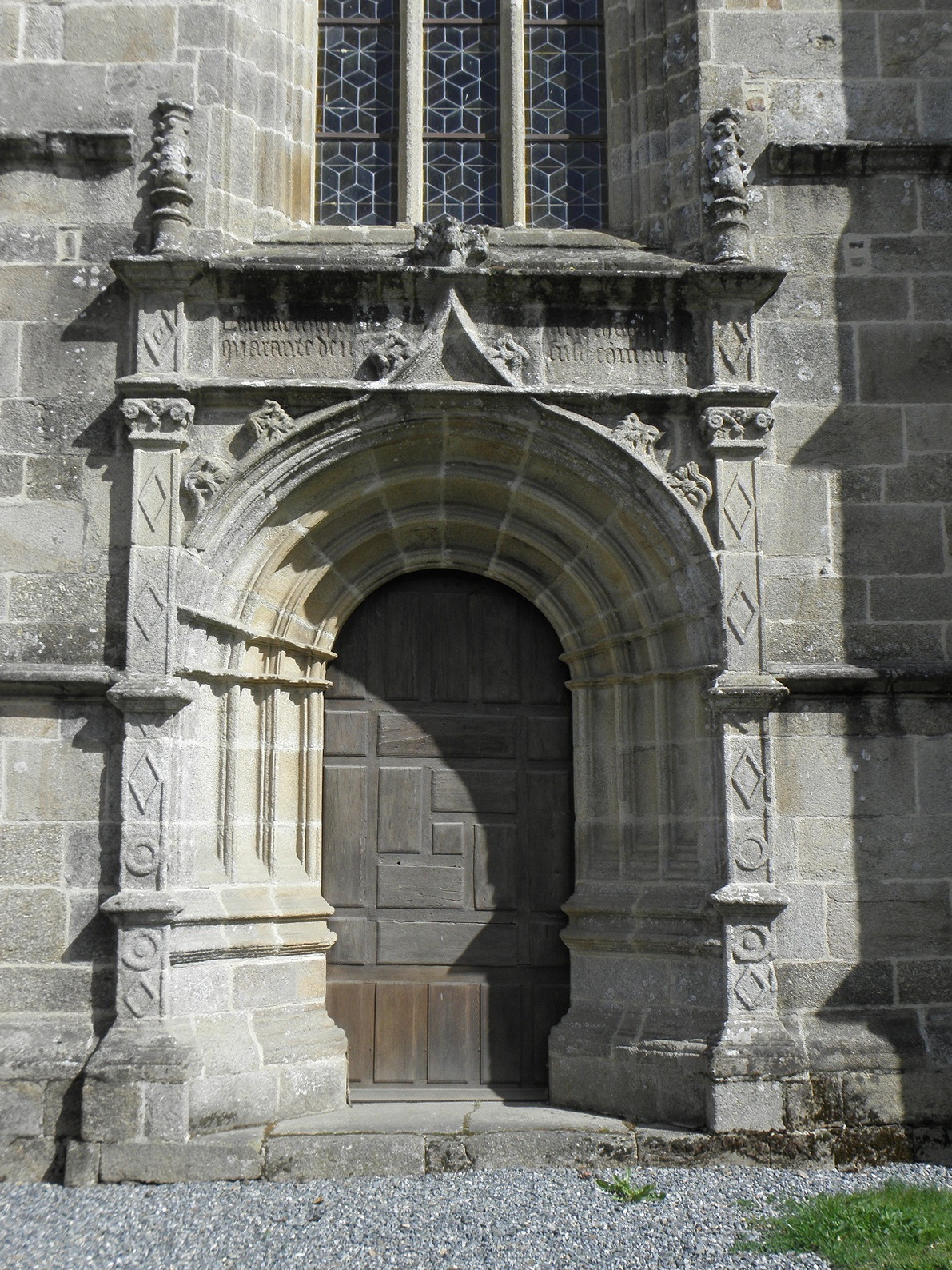
Tor der Kapelle